# Rinze Douma
Rinze Douma (Burgum, 28 april 1910 – Bergen-Belsen, 9 maart 1945) was een Nederlandse gereformeerde predikant en verzetsstrijder tijdens de Tweede Wereldoorlog. Hij sprak zich op de preekstoel ideologisch tegen het nazi-gedachtegoed uit, maar kwam ook praktisch in verzet tegen maatregelen van de bezetter. Binnen het verzet stond hij bekend onder de schuilnaam Dominee De Groot.

## Jeugd, opleiding en huwelijk
Rinze Joukes Douma werd in het Friese Burgum geboren als oudste zoon van het winkeliersechtpaar Jouke Rinzes Douma  en Hinke Jans Kuperus. Hij doorliep het gereformeerd gymnasium in Leeuwarden (het huidige Christelijk Gymnasium Beyers Naudé) en studeerde theologie aan de Vrije Universiteit Amsterdam. Daar werd hij lid van het VU-dispuut Areiopagos. Op 1 oktober 1935 werd hij aangesteld als hulppredikant in het Overijsselse Hardenberg. Ruim een half jaar later werd hij beroepen in de gemeente Emmer-Compascuum, waar hij op 2 augustus 1936 zijn intrede deed . Op 23 juli 1936 trouwde hij met Minke van der Veen (Franeker 27 oktober 1908 – Apeldoorn 3 juli 1988). Ze namen hun intrek in de pastorie van de gereformeerde kerk aan het Hoofdkanaal W.Z. 9. In Emmer-Compascuum werden ook hun vier kinderen geboren: Sita (1937), Henca (1939), Stef (1941) en Wietske (1942).

## Verzetswerk

### Principieel en praktisch verzetswerk
Na bijna vier jaar zijn functie als predikant in Emmer-Compascuum uitgeoefend te hebben, brak de Tweede Wereldoorlog uit. Douma zag al vroeg de gevaren van de nazi-ideologie en riep vanaf de kansel op tot principieel en actief verzet. Gaandeweg raakten hij en zijn echtgenote ook praktisch bij het verzet betrokken. In de pastorie kwamen illegale werkers samen, werden bonkaarten en persoonsbewijzen verdeeld ten behoeve van onderduikers en er dook enige tijd een joodse vrouw onder. In 1942 ontstond er contact tussen Douma en een verzetsgroep in Utrecht en met verzetsgroep 'Ome Gerrit' van de gereformeerde onderwijzer Gerrit Stoker in Emmen. In het najaar van hetzelfde jaar richtte Douma met plaatsgenoot Johan Antonius (Jo) Scheven de verzetsgroep ‘Organisatie Van Dam’ op, om zich nog effectiever te kunnen richten op het onderbrengen en verzorgen van onderduikers. Inmiddels hanteerde hij binnen het verzet de schuilnaam ‘dominee De Groot’. Zijn netwerk en werkterrein breidde zich snel uit, van de gemeente Emmen en de Drentse zuidoosthoek naar de hele provincie en, toen het gezin in augustus 1943 moest onderduiken, ook de provincie Groningen. De lijst van verzetsgroepen met wie Douma in contact stond, is dan ook indrukwekkend. Zo werkte hij onder andere samen met de broers Jacob en Pieter Gootjes in Zuid-Drenthe, met Harm Molenkamp en zijn organisatie voor het verwerven van persoonsbewijzen, de Groningse Nulgroep/Groep Kroon en de landelijke verzetsgroep T.D. (Tweede Distributiestamkaart). In de zomer van 1943 sloten veel verzetsgroepen waarin Douma actief was, zich aan bij de Landelijke Organisatie voor hulp aan onderduikers (L.O.).

### Onderduik
In 1943 werd de bezetting agressiever en de nazi’s vervolgden ieder die verzetswerk deed of steunde steeds gewelddadiger. Jo Scheven, met wie Douma nauw samenwerkte, werd opgepakt op 19 augustus 1943. Daarop verlieten het echtpaar Douma en hun vier kinderen in allerhaast de pastorie in Emmer-Compascuum en doken onder. Rinze en Minke Douma vonden met hun destijds tweejarige zoon Stef onderdak in Groningen-stad. Jongste dochter Wietske van één jaar oud werd ondergebracht bij de ouders van Minke in Franeker. Hun oudste dochters Sita (zes jaar) en Henca (vier jaar) doken als de kinderen ‘De Groot’ onder bij de schoenmakersfamilie Pijper in Bedum – kennissen uit het verzetsnetwerk. Lang konden hun twee dochters daar niet blijven: Ali Pijper, een dochter uit het gezin, was zelf actief in de illegaliteit en tevens verloofde van verzetsman Harm Molenkamp. Op 31 januari 1944 werd ze door de S.D. thuis gearresteerd. Hierop werden Sita en Henca Douma gescheiden van elkaar ondergebracht op diverse adressen.
Tijdens de onderduikperiode zette het echtpaar Douma hun verzetswerk resoluut voort. Vanuit hun nieuwe standplaats Groningen werden ze fulltime verzetsstrijders. Rinze Douma preekte op verschillende plaatsen in het land, bood geestelijke ondersteuning aan medeverzetsmensen, coördineerde plaatsingen en verzorging van onderduikers en werkte aan een gestencilde wekelijkse editie van het ‘Radio BBC Nieuws’ dat hij voorzag van commentaren. Hij bezocht L.O.-bijeenkomsten en door de top van deze organisatie werd Douma verzocht om in de noordelijke provincies de distributie van (gestolen en vervalste) persoonsbewijzen, distributiestamkaarten en-bonnen in goede banen te leiden. Douma ontpopte zich als een belangrijke verbindingsman tussen verschillende verzetsgroepen, probeerde deze te bundelen en uit te breiden om de verzetsactiviteiten beter te kunnen coördineren.

#### Preek tijdens de onderduik
Het verzetswerk vroeg veel tijd, maar Douma vergat zijn eigen gemeente niet. Op 19 maart 1944 sprak hij zijn dorpsgenoten nog een keer vanaf de kansel toe – naar later zou blijken voor het laatst. Onverwacht verscheen de dominee die zondag in de kerk van Emmer-Compascuum. In zijn preek deed Douma een onomwonden oproep om moedig te zijn, actie te ondernemen en hij onderstreepte daarmee de basis van zijn inzet: hij was er rotsvast van overtuigd dat iedere christen ‘ter wille van de gerechtigheid’ moest strijden tegen het Duitse heidendom. Dergelijke preken waren levensgevaarlijk en uit voorzorg sprak Douma de eindzegen al uit voor het einde van de dienst en nog voor de slotzang vertrok hij op de fiets, zodat niemand hem kon aangeven of zien in welke richting hij Emmer-Compascuum verliet. De preek die Rinze Douma die zondag uitsprak, is bewaard gebleven en in 1945 uitgegeven.

## Arrestatie en gevangenschap

### Arrestatie
Op 31 mei 1944 werd Douma gearresteerd op station Amersfoort, na een overleg met verzetsstrijder Adolph (Dolf) Hendriks van de verzetsgroep T.D. Later schreef Douma aan zijn vrouw dat zijn arrestatie te maken had gehad met ‘te veel belangstelling voor een groep gevangenen’. Over de directe aanleiding van de arrestatie deden later verschillende verhalen de ronde. Volgens het ene groette iemand uit een groep gevangen Groninger verzetsmensen Douma toen ze hem op het station passeerden om naar kamp Amersfoort gebracht te worden. Volgens een ander verhaal ging het initiatief voor de groet niet uit van een gevangene, maar van Douma zelf. Feit blijft dat Douma staande werd gehouden, zich moest legitimeren - wat hij deed met een vals persoonsbewijs - en werd gefouilleerd. Hierbij werden illegale bescheiden op hem aangetroffen. Douma werd gearresteerd en aan de groep gevangenen toegevoegd, die te voet naar kamp Amersfoort werden gebracht.

### Huis van bewaring in Assen
Na kort in kamp Amersfoort te zijn vastgehouden – zo kort dat een officiële inschrijving niet plaatsvond – werd Douma op de dag van zijn arrestatie naar het huis van bewaring in Assen gebracht. Tijdens de overdracht probeerde Douma te ontsnappen. Hij wist zich te ontrukken aan de S.D. en Nederlandse politie en vluchtte vanaf het politiebureau aan de Brink de Torenlaan op. Vlak voor het postkantoor werd Douma echter vastgegrepen door een Duitse matroos, maar het lukte hem zich weer los te rukken. Twee Nederlandse ‘hulpagenten’ achtervolgden hem al schietend. Tegen deze overmacht kon Douma niet op en zo kwam hij toch in het huis van bewaring terecht. Hier werd hij ondervraagd, in een poging te achterhalen wie ze precies voor zich hadden.

### Huis van bewaring in Groningen
Na tien dagen, op 10 juni 1944, werd Douma overgebracht naar het huis van bewaring in Groningen aan de Hereweg. Hij is hier meerdere keren verhoord in het Scholtenhuis. Via zijn verzetsnetwerk en een behulpzame bewaker kon hij een clandestiene correspondentie onderhouden met zijn vrouw, wat uiteindelijk resulteerde in twaalf bewaard gebleven briefjes van zijn hand. Hieruit valt op te maken dat dominee Douma ook in het huis van bewaring het verzet bleef leiden. Uit de verhoren begreep hij wat de bezetter al dan niet wist van zijn verzetsactiviteiten en welke namen van medewerkers bekend waren. In zijn briefjes noteerde hij precieze aanwijzingen: wie moest onderduiken en welke mensen contact met anderen moesten vermijden. Uit de briefjes wordt ook duidelijk hoezeer hij leefde tussen hoop en vrees. Omdat veel van zijn verzetsactiviteiten onbekend bleven, had hij aanvankelijk hoop dat alles met een sisser zou aflopen. In de loop van de tijd nam die hoop af en begon hij rekening te houden met een langdurige gevangenisstraf.

### Concentratiekamp Vught
Op 17 augustus 1944 werd Douma overgebracht naar het concentratiekamp Vught. Hier werd hij onder nummer 10893 geregistreerd en opgesloten in ‘de bunker’, de zwaarbewaakte kampgevangenis. Daar zat hij in een cel met een groep van dertien andere Groninger verzetsstrijders. Veelal goede bekenden van Douma, met wie hij verzetswerk deed of die hij kende uit het huis van bewaring. Op 22 augustus werden alle dertien doodgeschoten. Douma werd echter op 23 augustus uit de cel gehaald en overgebracht naar een kampbarak. In de dagen die volgden, moest Douma werken als straatveger, cokes lossen uit spoorwagons en tuinwerkzaamheden doen. Maar uit een uit het kamp gesmokkelde brief voor zijn vrouw en diverse getuigenissen, blijkt vooral ook hoe Douma geestelijk raadsman was voor zijn medegevangenen.

### Heinkelfabriek en concentratiekamp Sachsenhausen
Douma's opsluiting in kamp Vught duurde niet lang: in de chaos rond Dolle Dinsdag ontruimden de nazi’s het kamp. Op 6 september 1944 moest Douma in een goederenwagon op transport naar het beruchte kamp Sachsenhausen. Na zijn aankomst op 8 september werd hij hier ingeschreven als gevangene 98400. De volgende ochtend werd hij, samen met een grote groep medegevangenen, te voet naar de 20 kilometer verderop gelegen Heinkelfabriek gedreven – de dan al kapotgebombardeerde vliegtuigfabriek van de Luftwaffe. Na zes weken, op 22 oktober 1944, werd Douma weer overgebracht naar het kampterrein van Sachsenhausen in de gemeente Oranienburg. Een week na aankomst kwam Douma in blok 15 terecht, de 'prominentenbarak' – waar oud-ministers, ingenieurs en geestelijken van verschillende nationaliteit werden ondergebracht. Lange appèls, kou, een groot tekort aan kleding en voedsel en nauwelijks hygiënische voorzieningen zorgden voor miserabele omstandigheden. Toch lukte het Douma en de groep geestelijken met wie hij de barak deelde om in het geheim preekschetsen te maken, in kleine groepjes Bijbelteksten te bespreken en met medegevangenen te bidden.

### Concentratiekamp Bergen-Belsen
Omdat de Russische troepen steeds verder oprukten vanuit het oosten, werden gevangenen uit Sachsenhausen op transport gesteld. Alle geestelijken - hun aantal lag naar schatting op 35 - werden in februari 1945 weggevoerd. Douma zat op het eerste van vijf treintransporten uit het kamp toen hij op 4 februari in kamp Bergen-Belsen arriveerde. Hij werd ondergebracht in Lager I Block 3. Ruim een maand later, vermoedelijk op 9 maart 1945, overleed ds. Douma op 34-jarige leeftijd aan de gevolgen van vlektyfus. Hij werd begraven in een massagraf.

## Nageschiedenis
In afwachting van de terugkomst van haar man, keerde mevrouw Douma met de oudste drie kinderen op 26 april 1945 weer terug naar Emmer-Compascuum. Het bericht van het overlijden van haar echtgenoot bereikte het gezin op 13 juni 1945. Het dagboek van Minke Douma, waaraan ze na de arrestatie van haar echtgenoot was begonnen, stopte hierna abrupt. Op 3 juli 1945 werd er in de kerk in Emmer-Compascuum een rouwdienst voor ds. Douma gehouden.
Omdat de pastorie een dienstwoning was, moest het gezin Douma deze verlaten. Via bevriende relaties en mensen uit het verzet vond mevrouw Douma eind 1945 een huis in Apeldoorn, waar zij tot haar dood bleef wonen.
De oorlog liet diepe sporen achter in het gezin.  Voor de kinderen Douma, die in de oorlog op jonge leeftijd plotseling werden gescheiden van hun ouders, was ook na de bevrijding weinig aandacht. In het gezin werd niet gesproken over de oorlogservaringen, de rouw en het verdriet. Toen ze volwassen waren, zochten de kinderen professionele hulp. Het waren zware, intensieve trajecten. Ook gingen ze op zoek naar informatie over hun verleden: ze reisden naar plekken uit hun jeugd, correspondeerden met mensen die hun ouders hadden gekend, en gingen het gesprek aan met hun moeder. Vlak voor haar overlijden in 1988, ontvingen de kinderen van haar het dagboek dat ze in oorlogstijd had bijgehouden. Na de dood van mevrouw Douma bleek het deel uit te maken van een nog een groter familiearchief, zorgvuldig door haar bewaard. Hierin troffen de kinderen ook de geheime briefjes van hun vader aan, die hij schreef toen hij gevangenzat.
In 2010 ontstond contact met ds. Jan Ridderbos en met zijn hulp kon in 2014 een groot deel van het archief van de familie Douma worden overgedragen aan het Historisch Documentatiecentrum van de Vrije Universiteit in Amsterdam. Ds. Jan Ridderbos voegde hieraan een levensschets van Rinze Douma toe, met uitgebreid aandacht voor zijn verzetswerk. In hetzelfde jaar publiceerde Ridderbos in het Drents Historisch Tijdschrift ‘Waardeel’ een samenvattend artikel. In november 2020 verscheen het boek ‘In verzet voor een rechtvaardige zaak. Het leven van ds. Rinze Douma, Minke van der Veen en hun kinderen’, dat de levensgeschiedenis van Rinze en Minke Douma belicht, geschreven door Henca Douma en Sanneke van Geest.

## Gedenkplaatsen en erkenning

### Gedenksteen Emmer-Compascuum
Op initiatief van de gereformeerde kerkenraad van Emmer-Compascuum werd in 1951 in het gereformeerde kerkgebouw een gedenksteen onthuld ter nagedachtenis aan Rinze Douma. Zijn dochters Sita en Henca mochten destijds de Nederlandse vlag voor de steen wegtrekken. Op de steen staan de woorden die centraal stonden in zijn laatste preek in Emmer-Compascuum: ‘Zalig zijn zij, die vervolgd worden om der gerechtigheid wil, want hunner is het koninkrijk der hemelen.’ In 1956 werd het kerkgebouw aan het Hoofdkanaal W.Z. afgebroken. Er verrees een nieuw gebouw, de gedenksteen werd in de hal van de kerk geplaatst. Toen in 2009 de hervormde en gereformeerde gemeenten samengingen, werd het gereformeerde kerkgebouw gesloten en uiteindelijk gesloopt. De gedenksteen verdween in de opslag. Na veel inspanningen van de kinderen Douma, ds. Jan Ridderbos, de uitvaartvereniging van Emmer-Compascuum en een aantal gemeenteleden, werd in 2014 een herinneringsmonument opgericht, waarbij de gedenksteen herplaatst werd naar de algemene begraafplaats in Emmer-Compascuum. Naar aanleiding hiervan richtte de uitvaartvereniging van Emmer-Compascuum in samenwerking met de plaatselijke kerken een 4 mei-comité op, dat vanaf dat moment een jaarlijkse dodenherdenking organiseerde.

### Muurschildering Christelijk Gymnasium Beyers Naudé
Op het gymnasium in Leeuwarden waar Rinze naar school ging, werd bij het 25-jarig jubileum in oktober 1947 een muurschildering onthuld, ontworpen door schilder/glazenier Louis Boermeester jr. Het herinnert aan de vijftien oud-scholieren die in de Tweede Wereldoorlog omkwamen. Ook de naam van Rinze Douma wordt hierop genoemd.

### Ereplaquette VU Amsterdam
De Vrije Universiteit verloor door de Tweede Wereldoorlog bijna honderd leden van haar academische gemeenschap. Na de oorlog werden twee herdenkingsplaquettes gemaakt met iets meer dan negentig namen, waaronder die van oud-student Rinze Douma.

### Het verzetsherdenkingskruis
Eind 1980 werd Rinze Douma postuum het verzetsherdenkingskruis toegekend.

### De R. Doumastraat in Groningen
In september 1990 onthulde burgemeester Staatsen van Groningen de naamborden van zeven nieuwe straten in de wijk Het Hoornse Meer, vernoemd naar omgekomen Groninger verzetsmensen. Eén daarvan is de R. Doumastraat.